# باشگاه فوتبال انپی
باشگاه فوتبال انپی (انگلیسی: ENPPI SC) یک باشگاه ورزشی فوتبال در مصر است که در  لیگ برتر فوتبال مصر بازی می‌کند.